# Гордон Чайлд
Вір Гордон Чайлд (англ. Vere Gordon Childe, 1892 — 1957) — англо-австралійський археолог і філолог, дослідник давньої історії Європи. Член Британської академії (з 1940), академік Единбурзького університету, директор Інституту археології Лондонського університету (1946—1956).

## Життєпис
Навчався у Королівському коледжі Оксфордського університету, у Кембриджському університеті, у Сіднейському університеті.
Був прихильником марксизму, запропонував матеріалістичне обґрунтування історичних процесів. Чайлд виступав проти «теорії міграціонізму», що пояснювала зміни культури переселеннями народів, висуваючи тезу про самостійність культурного розвитку.
Досліджував виникнення і розвиток землеробства. Є автором терміну «неолітична революція» і засновником антропологічного неоеволюціонізму.
Після викривальної доповіді Микити Хрущова на ХХ з'їзді КПРС та відвідин СРСР у 1956 році, Гордон Чайлд дуже розчарувався в радянських реаліях та стані науки СРСР. Повернувшись до Лондона, він написав провідним археологам СРСР гіркого листа про безнадійну відсталість і політичну заангажованість радянської науки. Після цього добровільно склав повноваження директора Інституту археології і повернувся до Австралії. Внаслідок глибокого розчарування в марксистських догмах, які він сповідував упродовж свого життя, вчений покінчив життя самогубством, скинувшись з 70-метрової скелі.

## Праці
Найбільш відомі праці Гордона Чайлда, які є класикою європейської археології і давньої історії:
- «Розквіт європейської цивілізації» (The Dawn of European Civilization; 1925)
- «Дунай в доісторичні часи» (The Danube in Prehistory; 1929)
- «Доісторія європейського суспільства» (Prehistory of European Society; 1957)

В працях «Розквіт європейської цивілізації» і «Арійці: дослідження індоєвропейських коренів» (The Aryans: A Study of Indo-European Origins, 1926) Чайлд визначає прабатьківщиною індоєвропеців степи сучасної України та південної Росії.
Чайлд також є автором науково-популярних книг, що призначені для широко кола читачів:
- «Людина створює себе» (Man Makes Himself, 1936), яка є комплексною картиною паралельної еволюції суспільства і технології.
- «Що сталося в історії» (What Happened in History, 1942) — вступ до давньої історії і доісторичної археології.